# Blaby District
 Blaby District  är ett distrikt (motsvarande kommun) i grevskapet Leicestershire i England, Storbritannien. Distriktet har 104 182 invånare (2022). Större orter är Blaby och Narborough. I Glenfield i den norra delen av distriktet finns administrationen för grevskapet Leicestershire. Distriktet är indelat i 24 civil parishes.